# IHeartRadio Music Award al miglior nuovo artista hip hop

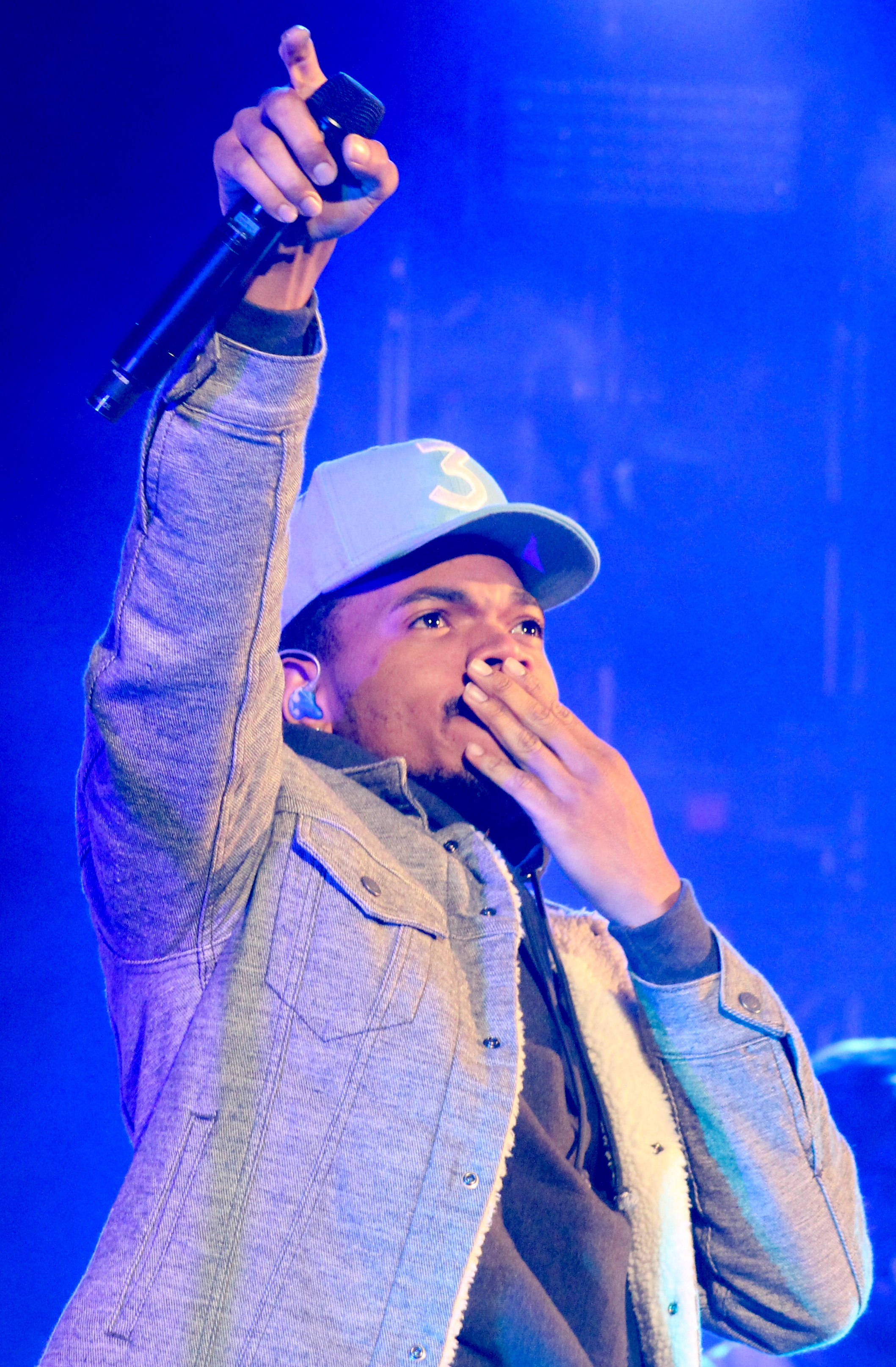
Chance the Rapper è stato il primo artista insignito del premio Miglior nuovo artista hip hop.

L'iHeartRadio Music Award al miglior nuovo artista hip hop (iHeartRadio Music Award for Best New Hip-Hop Artist) è un premio assegnato annualmente a partire dal 2017 nell'ambito degli iHeartRadio Music Awards, dedicato alle artiste e agli artisti emergenti di musica hip hop. Il premio è stato assegnato per la prima volta al rapper statunitense Chance the Rapper in occasione della IV edizione della cerimonia.
In origine, nel periodo compreso tra il 2014 e il 2017, veniva assegnato il premio generale senza distinzione di genere, intitolato semplicemente Miglior nuovo artista (iHeartRadio Music Award for Best New Artist). Dall'edizione del 2017 in poi sono stati istituiti nuovi premi basati sull'appartenenza dei generi musicali degli artisti. La categoria generale Miglior nuovo artista è stata assegnata per l'ultima volta nel 2017, unica edizione in cui sono state presenti sia la categoria generale dei nuovi artisti sia le categorie suddivise in generi musicali, vinta dai The Chainsmokers.

## Vincitori e candidati
I vincitori sono posizionati al primo posto e evidenziati in grassetto.
- 2017[3]
  - Chance the Rapper
  - Desiigner
  - DRAM
  - Kevin Gates
  - Kent Jones
- 2018[4]
  - Cardi B
  - 21 Savage
  - GoldLink
  - Lil Uzi Vert
  - Playboi Carti
- 2019[5]
  - BlocBoy JB
  - Juice Wrld
  - Lil Baby
  - Lil Pump
  - XXXTentacion
- 2020[6]
  - DaBaby
  - City Girls
  - Lil Nas X
  - Lizzo
  - Megan Thee Stallion
- 2021[7]
  - Roddy Ricch
  - Jack Harlow
  - Moneybagg Yo
  - Pop Smoke
  - Rod Wave
- 2022[8]
  - Yung Bleu
  - Bia
  - Coi Leray
  - Lil Tjay
  - Pooh Shiesty
- 2023[9]
  - GloRilla
  - Latto
  - B-Lovee
  - Nardo Wick
  - SleazyWorld Go
- 2024[10]
  - Ice Spice
  - Doechii
  - Lola Brooke
  - Sexyy Red
  - Young Nudy
- 2025[11][12]
  - BossMan Dlow
  - 310babii
  - BigXthaPlug
  - Cash Cobain
  - Jordan Adetunji